# Bergia capensis
Bergia capensis är en slamkrypeväxtart som beskrevs av Carl von Linné. Bergia capensis ingår i släktet Bergia och familjen slamkrypeväxter. Inga underarter finns listade i Catalogue of Life.